# Love Her Madly
"Love Her Madly" é um single de 1971 da banda The Doors. Apareceu no último álbum da banda, L.A. Woman, ainda com Jim Morrison como vocalista. A música foi composta pelo guitarrista da banda, Robby Krieger. Fala sobre as inúmeras vezes que a sua namorada ameaçou terminar a relação. Foi editada como single em Abril de 1971, tornando-se num dos sucessos da banda, tendo atingido o 11.º lugar na lista de singles da Billboard.
Em 2000, Krieger, John Densmore e Ray Manzarek gravaram uma nova versão de "Love Her Madly"  com Bo Diddley para o álbum de tributo aos The Doors, Stoned Immaculate.
Esta música, tal como outras da banda, foi utilizada no filme Forrest Gump.

## Posição nas paradas musicais
| Parada (1971)                                 | Melhor posição |
| --------------------------------------------- | -------------- |
| Austrália (Go-Set National Top 60)            | 6              |
| Países Baixos (Dutch Top 40)                  | 4              |
| Canadá (RPM Top 100 Singles)                  | 3              |
| Estados Unidos (Billboard Hot 100)            | 11             |
| Estados Unidos (Billboard Adult Contemporary) | 29             |
| Estados Unidos (Cashbox Top 100 Singles)      | 7              |